# Liste der Pfarren im Dekanat Graz-Süd
Das Dekanat Graz-Süd war ein Dekanat der römisch-katholischen Diözese Graz-Seckau.

## Organisation
Das Dekanat gehörte zur Stadtkirche Graz und umfasste sieben Kirchengemeinden, zwei Stationskaplaneien sowie fünf Ordensniederlassungen.
Im Dekantsgebiet liegen die südlichen Grazer Stadtbezirke links der Mur, das sind VI. Jakomini, VII. Liebenau, VIII. St. Peter sowie Teile von II. St. Leonhard, IX. Waltendorf und der Umlandgemeinden Hart bei Graz, Laßnitzhöhe und Raaba-Grambach, alle Bezirk Graz-Umgebung. Es gliedert sich in folgende Pfarren und Pfarrverbände:
- Graz-Liebenau – Graz-St. Christoph in Thondorf (VII.)
- Graz-Münzgraben – Graz-St. Josef (VI./II.; VI.)
- Graz-St. Peter mit den Stationskaplaneien Graz-Messendorf, Graz-Autal (VIII., mit Hart b.G., Laßnitzhöhe-Autal, Raaba)
- Graz-Süd (VI./VII.)
- Graz-Waltendorf (IX.)

Außerdem übernimmt das Dekanat die Seelsorge der Serbisch-orthodoxen Kirche Österreichs (Diözese für Mitteleuropa bzw. 2011 neu installiert Eparchie für Österreich, die Schweiz und Italien), deren Kirchengemeinden in der Zentralfriedhofskirche zum gekreuzigten Heiland Gottesdienst hält. Die Dominikaner übernehmen auch die Krankenhausseelsorge im LKH Graz.
Ordensniederlassungen sind:
- das Sacré-Coeur,
- das Studentenheim des Benediktinerstiftes Admont,
- die Comboni-Missionare Messendorf,
- das Dominikanerkonvent zum Unbefleckten Herzen Mariens,[2]
- das Dominikanerinnenkonvent zum Hl. Rosenkranz[3]

zudem finden sich:
- das Caritas-Pflegeheim St. Peter,[4]
- das Kolpinghaus Graz[5]
- und das Caritas Ausbildungszentrum für Sozialberufe Wielandgasse/Borromäumgasse.[6]

Dechant war Mag. Ferdinand Köck, Pfarrer in Graz-St. Peter, Dechant-Stellvertreter P. Leo Thenner SDS, Seelsorger in Graz-Hohenrain und geschäftsführender Vorsitzender ist DI Michael Wedenig, gschf. Vorsitzender des Pfarrverbandsrates Münzgraben-St. Josef.

## Nachbardekanate
| Graz-Mitte | Graz-Ost                                    |           |
| Graz-West  | Kompassrose, die auf Nachbargemeinden zeigt |           |
|            |                                             | Graz-Land |

## Liste der Pfarren mit Kirchengebäuden, Kapellen, und Seelsorgestellen
- Pf. … Pfarre, Org. … Sonstige Organisation
- Sitz … Stadtbezirk, Stadtteil oder Umlandgemeinde, Ortschaft
- Ust. … Unterstellung, Betr. … Betreuung; Vbd. … Pfarrverband (kleingesetzt), sortierbar nach Verband
- Seit: gen. … erstgenannt, err. … errichtet
- Patrozinium: Anb. … Anbetungstag, Kirchw. … Kirchweihtag

| Pf./Org.                              | Sitz                    | Ust./Betr./Vbd.                                                                              | Seit                                           | Patrozinium | Kirchen, Seelsorgestellen | Bild |
| ------------------------------------- | ----------------------- | -------------------------------------------------------------------------------------------- | ---------------------------------------------- | --- | --- | ---- |
| Stationskaplanei Autal                | Hart bei Graz-Autal     | Graz-St. Peter                                                                               | 1946 (Stationskaplanei, Kirche erb. 1933)      | Hl. Kreuzerhöhung, 14. September                                                                                         | Kirche Hl. Kreuzerhöhung in Autal |      |
| Pfarre Graz-Liebenau                  | 7. Liebenau             | Graz-Liebenau – Graz-St.Christoph                                                            | 1949 (err., Pfarrk. erb. 1948)                 | Hl. Paulus, 29. Juni (Anb. 20. Jänner)                                                                                   | Pfarrkirche Graz-Liebenau |      |
| Pfarre Graz-Münzgraben                | 6. Jakomini             | Dominikaner, Konvent zum Unbefleckten Herzen Mariens (Betr.) Graz-Münzgraben – Graz-St.Josef | 1783 (err., alte Pfarrk. erb. 1673)            | Unbeflecktes Herz Mariens, Tag nach dem Herz-Jesu-Fest (Anb. Nacht auf den ersten Samstag im Monat, Kirchw. 31. Oktober) | Pfarrkirche Graz-Münzgraben (Fatimakirche) Messkapellen: Heiligstes Herz Jesu im Sacré-Coeur, Kapelle zum hl. Benedikt im Studentenheim des Benediktinerstiftes Admont |      |
| Pfarre Graz-St. Christoph in Thondorf | 7. Liebenau             | Graz-Liebenau – Graz-St.Christoph                                                            | 1981 (err., Expositur 1974, Pfarrk. erb. 1964) | Hl. Christoph, 24. Juli                                                                                                  | Pfarrkirche Graz-St. Christoph Messkapellen: Hlgst. Dreifaltigkeit in Thondorf, Hl. Josef im Pfarrkindergarten |      |
| Stationskaplanei Graz-Messendorf      | 8. St. Peter-Messendorf | Graz-St. Peter                                                                               | 1941 (Stationskaplanei, Kirche erb. 1909)      | Schmerzhafte Mutter, 15. September                                                                                       | Kirche Schmerzhafte Mutter in Messendorf |      |
| Pfarre Graz-St. Josef                 | 6. Jakomini             | Graz-Münzgraben – Graz-St.Josef                                                              | 1908 (err.)                                    | Hl. Josef, 19. März (Anb. 18. April, Kirchw. 9. Mai)                                                                     | Pfarrkirche Graz-St. Josef Messkapellen: Hl. Kreuz im Landesgerichtlichen Gefangenenhaus, Jesus, Erlöser der Welt, im Kolpinghaus, Maria vom Guten Rat in der Familienhelferinnenschule in der Borromäumgasse |      |
| Pfarre Graz-St. Peter                 | 8. St. Peter            |                                                                                              | 1294 (gen., Pfarrk. gen. 1258)                 | Hl. Petrus, 29. Juni (Anb. 14. November, Kirchw. 23. November)                                                           | Pfarrkirche Graz-St. Peter Kirche: St. Rupert in Hohenrain Messkapellen: Hl. Kreuz-Kapelle am Friedhof, Hl. Petrus-Kapelle am Kirchhof, Hl. Johannes Nepomuk in Petersbergen, Gegeißelter Heiland in Raaba, Jesus und Maria in Moosbrunn, Maria Königin in Pachern, Marienkapelle in Dürwagersbach, Kapelle des Caritas-Pflegeheimes |      |
| Pfarre Graz-Süd                       | 7. Liebenau             |                                                                                              | 1978 (err., Expositur 1971)                    | Christus der Auferstandene, Ostersonntag (monatl. Anbetungsstunde am Priestersamstag, Kirchw. Dritter Adventsonntag)     | Pfarrkirche Graz-Süd |      |
| Pfarre Graz-Waltendorf                | 3. Waltendorf           |                                                                                              | 1974 (err., Expositur 1969)                    | Hl. Paulus, 25. Jänner (Pauli Bekehrung)                                                                                 | Pfarrkirche Graz-Waltendorf Kapelle: Marienkapelle (Maria von der immerwährenden Hilfe) in der Waltendorfer Hauptstraße |      |

Stand 9/2011